# Deconstruction
Deconstruction je treći studijski album kanadskog progresivnog metal sastava Devin Townsend Project. Album su 20. lipnja 2011. godine objavile diskografske kuće HevyDevy Records i InsideOut Music, koje su istog datuma objavile i četvrti album grupe, Ghost. Na albumu bubnjeve sviraju Dirk Verbeuren i Ryan Van Poederooyen te su prisutni i mnogi gostujući pjevači. Zborske i orkestralne dionice albuma izvorno je skladao i aranžirao Devin Townsend, koristeći se pritom softverom Pro Tools. Te su dionice kasnije bile transkribirane u konvencionalne notne zapise za orkestar.

## Koncept i glazbeni stil
U jednom je intervjuu Townsend izjavio kako je Deconstruction konceptualni album o čovjeku koji mahnito traga za istinskom prirodom stvarnosti. Na svojem putovanju odlazi u pakao i upoznaje Vraga. Vrag mu otkriva tajne svemira pokazujući mu cheeseburger, no kako je vegetarijanac, čovjek ga ne može pojesti, čime njegovi pokušaji za otkrivanjem istinske prirode stvarnosti postaju uzaludni. Album je po prirodi kaotičan te sadrži elemente koji su istaknuto humoristični, što je radikalan odmak od stila prisutnog na Townsendovom novijem glazbenom materijalu. Townsend je u ovom intervjuu također izjavio kako je Deconstruction glazbeni prikaz suočavanja s vlastitim strahovima i pobjeđivanja istih. Također je objasnio da je želio da album nosi pozitivnu poruku usprkos svojoj vrlo kaotičnoj prirodi.
Prema riječima Laure Wiebe, recenzentice sa stranice Exclaim!, Deconstruction "spaja cjelokupni sadržaj Townsendove glazbene karijere i utjecaje; od ekscentričnosti iskazane u doba kada je bio pjevač za grupu Stevea Vaija do teatralnosti [albuma] Infinity i usitnjavajuće moći Strapping Young Lada." Također je napomenula da su razni doprinosi gostujućih članova iz grupa kao što su Cynic i Emperor zasigurno imali bitan utjecaj na stil albuma. Thompsion Gerhart je u svojoj recenziji za stranicu Sputnikmusic napisao: "Ako ste tek čuli za Devina Townsenda ili ako ste već godinama njegov obožavatelj, na određen bi se način moglo reći da je Deconstruction savršen sažetak njegovih radova, odnosno njegovih ranijih radova." Gerhart također napominje da na Deconstructionu Townsend preuzima elemente iz svojeg ranijeg rada u grupi Strapping Young Lad, svojih ranijih albuma u serijalu Devin Townsend Project te iz vlastitih samostalnih radova. "Žešće od bilo čega što je Devin snimio nakon Cityja i složeno od više glazbenih slojeva od bilo čega što je snimio nakon svoje trenutačne rastuće fasciniranosti ProToolsom, Deconstruction sigurno donosi ono što obećava - sloj za slojem koji Devin odjeljuje, secira i analizira."
Nekoliko pjesama referencira ili su referencirane u drugim Townsendovim pjesmama: "Stand" je referenciran u skladbi "Watch You" s kompilacije Contain Us; "Planet of the Apes" djelomično preuzima melodiju pjesme "A Monday" s albuma Ki; "The Mighty Masturbator" se ponovno koristi završetkom pjesme "Processional" s EP-a Infinity/Christeen + 4 Demos te dio teksta preuzima iz pjesme "Numbered!" s albuma Addicted.

## Popis pjesama
Tekstovi i glazba: Devin Townsend. 
| 1.    | »Praise the Lowered«     | 6:02  |
| 2.    | »Stand«                  | 9:36  |
| 3.    | »Juular«                 | 3:46  |
| 4.    | »Planet of the Apes«     | 10:59 |
| 5.    | »Sumeria«                | 6:37  |
| 6.    | »The Mighty Masturbator« | 16:28 |
| 7.    | »Pandemic«               | 3:29  |
| 8.    | »Deconstruction«         | 9:27  |
| 9.    | »Poltergeist«            | 4:25  |
| 70:49 |                          |       |

| Bonus pjesma s iTunes inačice | Bonus pjesma s iTunes inačice | Bonus pjesma s iTunes inačice | Bonus pjesma s iTunes inačice | Bonus pjesma s iTunes inačice | Bonus pjesma s iTunes inačice | Bonus pjesma s iTunes inačice | Bonus pjesma s iTunes inačice | Bonus pjesma s iTunes inačice | Bonus pjesma s iTunes inačice |
| Br.                           | Skladba                       | Trajanje                      |                               |                               |                               |                               |                               |                               |                               |
| ----------------------------- | ----------------------------- | ----------------------------- | ----------------------------- | ----------------------------- | ----------------------------- | ----------------------------- | ----------------------------- | ----------------------------- | ----------------------------- |
| 10.                           | »Ho Krll«                     | 5:58                          |                               |                               |                               |                               |                               |                               |                               |
| 76:47                         |                               |                               |                               |                               |                               |                               |                               |                               |                               |

## Recenzije
Deconstruction je uglavnom zadobio pozitivne kritike. Metal Hammer je opisao Deconstruction "jednostavno najluđom, najsloženijom i najviše zvukovno preplavljujućom stvari koju je [Townsend] ikada stvorio". Jonathan Barkan sa stranice Bloody Disgusting pohvalio je dubinu i složenost albuma, pišući da je "zapanjujuće i apsolutni užitak pokušati i secirati." Zaključio je da je "Deconstruction vrlo vjerojatno album koji najbliže dolazi do slušnog ludila, a da je istovremeno potpuni užitak za slušanje." Laura Wiebe, recenzentica sa stranice Exclaim!, komentirala je da su na albumu "prisutni toliki raspon i dubina da je Deconstruction gotovo vidljiv i opipljiv", iako je kritizirala drugu polovicu albuma, izjavljujući da istaknuta komična tematika šala na svoj račun prelazi granice te da tako "namjerno sabotira ono što bi inače moglo graničiti s briljantnošću".

## Zasluge
| Devin Townsend Project - Devin Townsend – vokali, gitara, bas-gitara, klavijature, sintesajzer, programiranje, produkcija Dodatni glazbenici - PA'dam Chamber Choir – zbor - The City of Prague Philharmonic Orchestra – orkestar - Paul Kuhr – dodatni vokali (na pjesmi 1) - Mikael Åkerfeldt – dodatni vokali (na pjesmi 2) - Ihsahn – dodatni vokali (na pjesmi 3) - Tommy Rogers – dodatni vokali (na pjesmi 4) - Joe Duplantier – dodatni vokali (na pjesmi 5) - Paul Masvidal – dodatni vokali (na pjesmi 5) - Greg Puciato – dodatni vokali (na pjesmi 6) - Floor Jansen – dodatni vokali (na pjesmi 7) - Dave Brockie – dodatni vokali (na pjesmi 8) - Ryan Van Poederooyen – bubnjevi (na pjesmama 1, 2, 4 i 5) - Dirk Verbeuren – bubnjevi (na pjesmama 3, 5, 6, 7, 8 i 9) - Richard Hein – dirigiranje (orkestra) - Maria van Nieukerken – dirigiranje (zbora) - Fokko Oldenhuis – dirigiranje (zbora) - Fredrik Thordendal – gitara (na pjesmi 8) | Ostalo osoblje - Manuel Cooymans – inženjer zvuka (zbora) - Mike Young – inženjer zvuka - Mike St-Jean – dodatni inženjer zvuka, transkripcije, fotografija - Jens Bogren – miksanje - Adrian Mottram – dodatni inženjer zvuka - Morean – inženjer zvuka (orkestra), orkestracija, transkripcije - Sheldon Zaharko – snimanje (bubnjeva) - Troy Glessner – mastering - Adam Wills – fotografija - Anthony Clarkson – naslovnica, ilustracije - Jan Holzner – snimanje (orkestra) |